# Universidad Intercontinental de la Empresa
La Universidad Intercontinental de la Empresa es una universidad privada con sede administrativa en Santiago de Compostela, Galicia (España) y campus en las ciudades de La Coruña y Vigo.
Es una institución promovida por Afundación cuyo rector es Miguel Ángel Escotet. Tiene dos facultades, la de Administración de Empresas y Derecho, y la Facultad de Ingeniería y Tecnología de la Empresa.
En la actualidad imparte 5 grados universitarios: Administración y Dirección de Empresas, Administración de Negocios Digitales, Ingeniería en Sistemas Inteligentes, Psicología e Ingeniería de la Empresa. También oferta másteres en Dirección y Administración de Empresas y en Tecnología e Inteligencia de Datos Empresariales.